# Course de côte de l'Ecce Homo

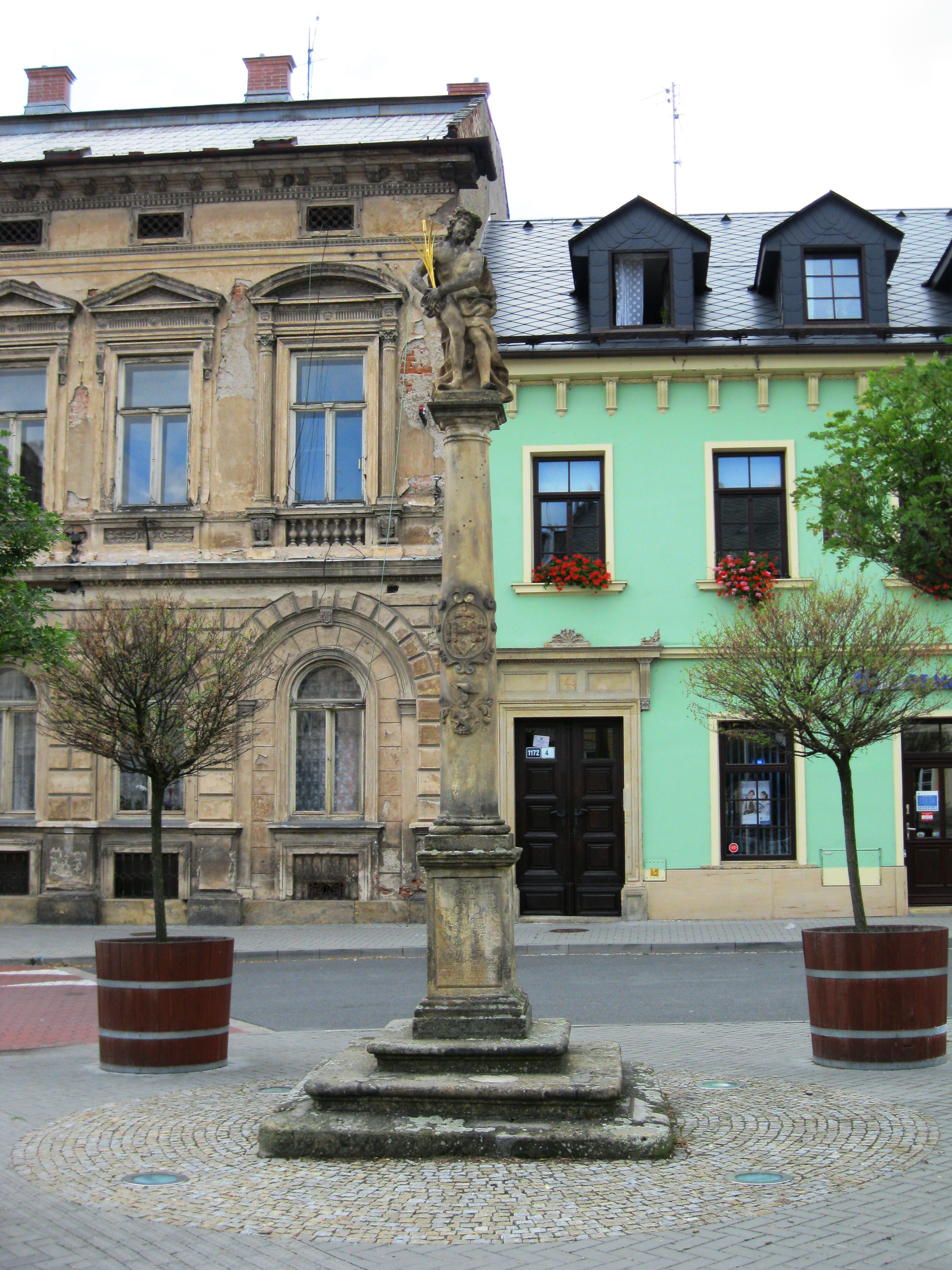
Statue aussi dite de l'Ecce Homo, dans Šternberk.

La course de côte de l'Ecce Homo ou course de côte de Šternberk (Český Šternberk, en allemand : Sternberg, ou Mährisch-Sternberg) est une compétition automobile tchèque disputée en Moravie pour voitures de course et – autrefois – motocyclettes, dans la région d'Olomouc sur les pentes du massif de Jeseniky, recouvert de champs et dominé par le Château de Sternberg. Le nom de la course vient du fait que plusieurs statues du christ jalonnent le parcours, jusqu'au sommet. Avec les montées du Mont Washington (1899) et de Shelsley Walsh (1905 également), elle est l'une des plus anciennes courses de la spécialité encore en activité.

## Histoire

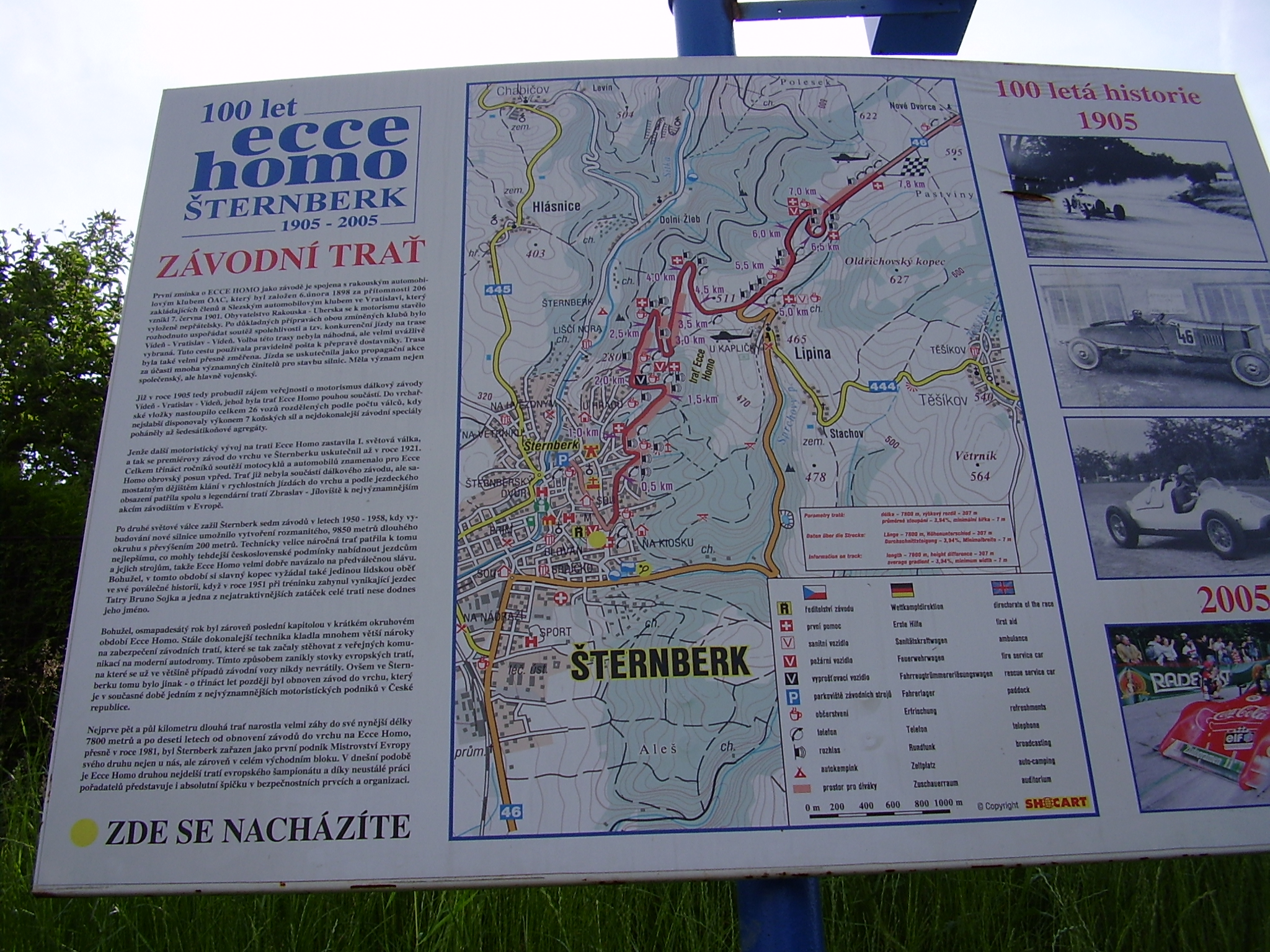
Le parcours, depuis l'aire de départ à Šternberk.

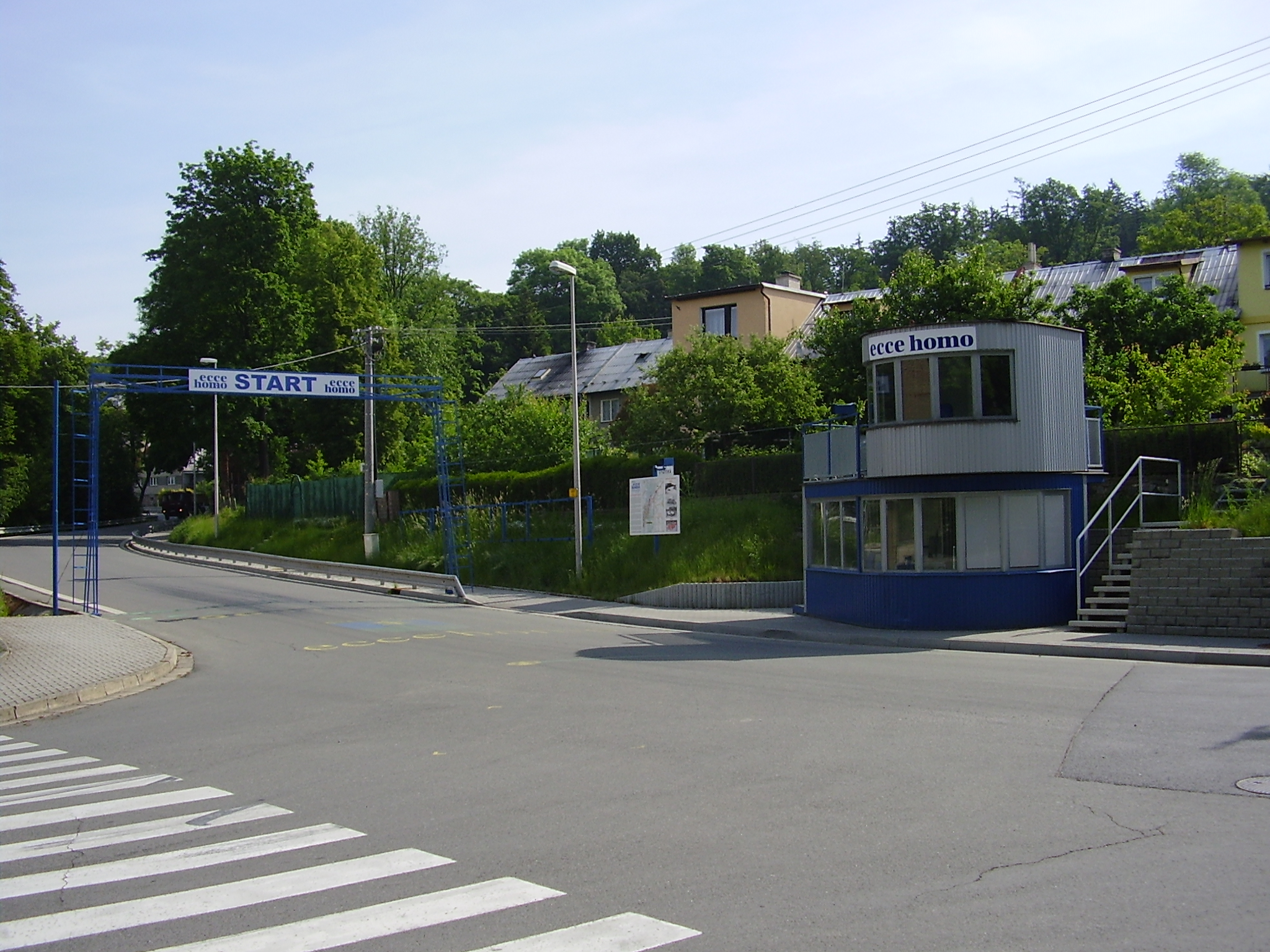
Le point de départ.

Avant-guerre, le parcours est de 7,75 kilomètres (4 lors de la toute première ascension officielle). Bugatti s'impose à l'époque à six reprises, et obtient un temps record de 5 min 07 s 8 en 1936, grâce au double vainqueur Zdenek Pohl. La compétition est alors annuellement disputée après la mi-septembre.
Après le conflit, la côte de  Šternberk réapparait en 1948, puis de 1951 à 1958 (sauf en 1956) : le trajet est de 9,85 kilomètres pour un dénivelé de 200 mètres, en passant alors par Lipina.
Réinstaurée en 1971, elle est intégrée au Championnat d'Europe de la montagne en 1981, pour ne plus le quitter pratiquement, sauf à sept reprises (de 1993 à 1996, puis en 1998, 1999, et 2007). En 2009, on fêta la soixantième édition de l'évènement. Elle est inscrite au calendrier entre la fin mai et le mois de juin depuis 1985, et emprunte le trajet reliant Šternberk à Bruntál, sur 7,8 kilomètres. La largeur de la route est inférieure à sept mètres, et la pente moyenne, assez faible, est de 3,9 %, avec un maximum de 4,3 % (pour passer de 301 à 608 mètres). Un poste fixe a été construit pour le départ, sur la rue Sadová, puis le village est traversé sur deux kilomètres. Le parcours est divisé en quinze sections numérotées où se postent les commissaires supplétifs, le nombre de commissaires généraux étant plus élevé.
Simone Faggioli l'a remportée à sept reprises consécutives (série en cours).

## Palmarès

### Avant-guerre

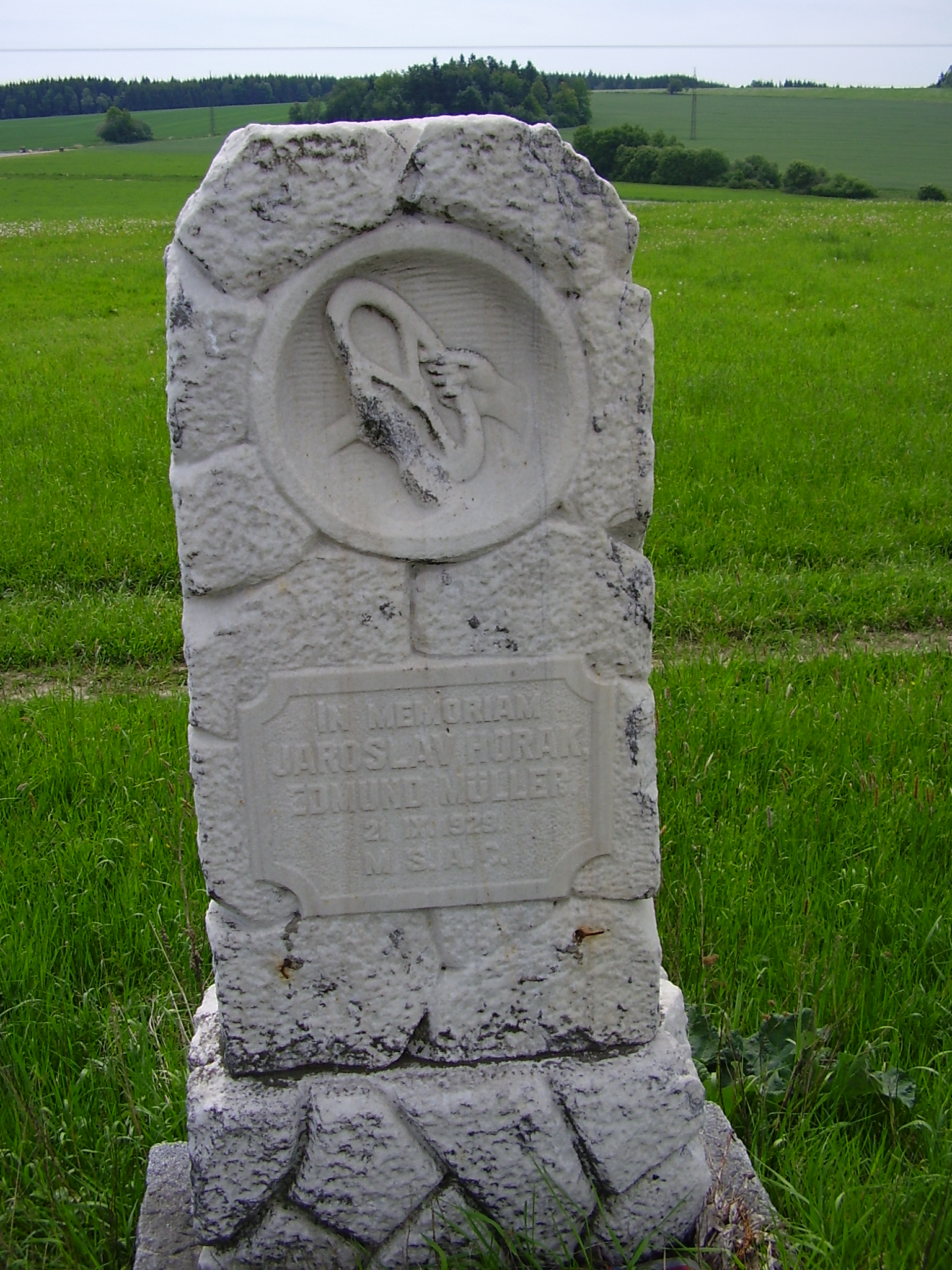
Stèle dans un champ, à la mémoire de Jaroslav Horak et d'Edmond Müller (datée du 21 septembre 1929).

| Année        | Vainqueur                      | Voiture                    |
| ------------ | ------------------------------ | -------------------------- |
| 1905         | Docteur Arnold Hildesheimer    | Mercedes 60 hp             |
| 1906 à 1920  | Épreuve annulée                | Épreuve annulée            |
| 1921         | Jocef Klabazña                 | Tatra T3.6L.               |
| 1922         | R. Müttermüller                | Tatra Type U 6.5L.         |
| 1923         | Hermann Rützler                | Steyr 4.5L.                |
| 1924         | Otto Salzer                    | Mercedes                   |
| 1925         | Prince Ulrich Ferdinand Kinský | Steyr                      |
| 1926         | Čeněk Junek                    | Bugatti 2.3L.              |
| 1927         | Čeněk Junek                    | Bugatti                    |
| 1928         | Miloš Bondy                    | Bugatti T37A               |
| 1929         | Hans Stuck                     | Austro-Daimler ADM-R 3.0 R |
| 1930         | Josef Veřmiřowsky              | Tatra Special              |
| 1931 et 1932 | Épreuve non disputée           | Épreuve non disputée       |
| 1933         | Zdenek Pohl                    | Bugatti T37A               |
| 1934 et 1935 | Épreuve non disputée           | Épreuve non disputée       |
| 1936         | Zdenek Pohl                    | Bugatti T51                |
| 1937         | Florian "Dimsch" Schmidt,      | Bugatti T51A               |

### Après-guerre
| Année | Vainqueur          | Voiture                             |
| ----- | ------------------ | ----------------------------------- |
| 1972  | Jaroslav Bobek     | Škoda Spider I                      |
| 1973  | Jaroslav Bobek     | Škoda Spider I                      |
| 1974  | Hans-Ruedi Wittwer | Brabham BT40 F2                     |
| 1975  | Hans-Ruedi Wittwer | Brabham BT40B F2                    |
| 1976  | Hans-Ruedi Wittwer | Brabham BT40B F2                    |
| 1977  | Peter Ernst        | Abarth Osella                       |
| 1978  | Dieter Kern        | Alpine A364 F2                      |
| 1979  | Dieter Kern        | Alpine A364 F2                      |
| 1980  | Dieter Kern        | Alpine A364 F2                      |
| 1981  | Dieter Kern        | Alpine A364 F2                      |
| 1982  | Walter Pedrazza    | Pedrazza Racing Cars (PRC) 00/82 F2 |
| 1983  | Mauro Nesti        | Osella PA9-BMW                      |
| 1984  | Ruedi Caprez       | Martini Racing MK32 F2              |
| 1985  | Fredy Baer         | Osella PA9                          |
| 1986  | Mauro Nesti        | Osella PA9-BMW                      |
| 1987  | Andres Vilariño    | Lola T298-BMW                       |
| 1988  | Horst Fendrich     | Maurer MM86                         |
| 1989  | Fredy Amweg        | Martini MK50                        |
| 1990  | Miroslav Adámek    | March 822-Audi Turbo CanAm          |
| 1991  | Andres Vilariño    | Lola T298-BMW                       |
| 1992  | Andres Vilariño    | Lola T298-BMW                       |
| 1993  | Francisco Egózcue  | Osella PA9/90                       |
| 1994  | Heinz Steiner      | Martini MK69                        |
| 1995  | Horst Fendrich     | Martini MK69                        |
| 1996  | Fabio Danti        | Osella PA20S                        |
| 1997  | Rüdiger Faustmann  | Faust P94                           |
| 1998  | Horst Fendrich     | Reynard 95D                         |
| 1999  | Walter Leitgeb     | Reynard 95D-Fadewa F3000            |
| 2000  | Walter Leitgeb     | Reynard 95D-Fadewa F3000            |
| 2001  | László Szász       | Reynard 93D                         |
| 2002  | László Szász       | Reynard 93D                         |
| 2003  | László Szász       | Reynard 93D                         |
| 2004  | László Szász       | Reynard 01L                         |
| 2005  | Ander Vilariño     | Reynard 01L (Mugen Formel Nippon)   |
| 2006  | Fausto Bormolini   | Reynard 95D                         |
| 2007  | Ander Vilariño     | Reynard 01L                         |
| 2008  | Lionel Régal       | Reynard 01L                         |
| 2009  | Simone Faggioli    | Osella FA30-Zytek                   |
| 2010  | Simone Faggioli    | Osella FA30-Zytek                   |
| 2011  | Simone Faggioli    | Osella FA30-Zytek                   |
| 2012  | Simone Faggioli    | Osella FA30-Zytek                   |
| 2013  | Simone Faggioli    | Osella FA30-Zytek                   |
| 2014  | Simone Faggioli    | Norma M20 FC                        |
| 2015  | Simone Faggioli    | Norma M20 FC                        |